# Orchestra da camera italiana
L'Orchestra da camera italiana (OCI) est un orchestre de chambre italien

## Historique
L'orchestre est fondé en novembre 1996 par Bruno Giuranna, Rocco Filippini, Franco Petracchi et Salvatore Accardo. Ses membres sont choisis parmi les élèves de l’Académie Stauffer de Crémone, ville de Lombardie où vivait entre autres Antonio Stradivari.
Il est dirigé par Salvatore Accardo, et son répertoire s'étend du baroque au contemporain.

## Organisation
L'orchestre et son directeur ont une session de préparation de concerts et enregistrement tous les six mois. Durant l'année, Luigi Lacchini (Crémone) accueille l'orchestre à partir de l'automne, et le SPA de Sirmione au printemps. 
L'orchestre vit grâce au soutien financier de différents organismes parrains, dont la Banco Populare de Milano, son partenaire officiel depuis 1998.

## Tournées
- Novembre 1997, commémoration du 50e anniversaire de la constitution de la République italienne, Camera del Senato (Italie).
- 1998, Festival de Schleswig-Holstein, Allemagne
- 1998, tournée en Espagne
- 1998, tournée au Portugal
- Octobre 1999, tournée en Amérique du Sud
- 2001, invitation au Festival de Jérusalem

## Enregistrements
- 1999 Intégrale des concertos pour violon de Paganini pour EMI Classics, violon solo et direction : Salvatore Accardo

## Source
- Biographie par Valmalete
- Livret des Concertos pour violon Nos. 2 et 3 de Paganini, dirigés et interprétés par Salvatore Accardo, ed. EMI Classics, no  cat. 5 57151 2
- Biographie de Salvatore Accardo